# Szőcs Huba
Szőcs Huba László (Kézdivásárhely, 1933. június 17. – Pilisborosjenő, 2019. május 3.) erdélyi magyar fizikus, matematikus, egyetemi docens, természettudományi szakíró.

## Életpályája
Középiskoláit a brassói Energetikai Líceumban végezte (1951), majd a Bolyai Tudományegyetemen matematika-fizika szakos tanári diplomát szerzett (1957), közben a Babeş Egyetemen elvégezte a kutatómatematikusi szakot (1958); a Babeș–Bolyai Tudományegyetemen a rádióelektronika területéről írott értekezéssel doktorált (1970).
1958–1962 között a Bolyai Tudományegyetemen, majd a Babeș–Bolyai Tudományegyetemen tanársegéd, 1962–1974 között a nagybányai Tanárképző Főiskolán adjunktus, ugyanott 1990-ig a Műszaki Főiskolán előadótanár (docens). 1990-től, Magyarországra telepedve, Székesfehérváron előbb a Kandó Kálmán Műszaki Főiskola Számítógéptechnikai Intézetében tanított, majd a Nyugat-magyarországi Egyetem (székesfehérvári) Geoinformatikai Karának  volt egyetemi docense.

## Munkássága
Első szaktanulmányát a Studia Universitatis Babeş–Bolyai közölte (1961). Több mint félszáz szakcikkét, tanulmányát a Matematikai és Fizikai Lapok, a Studii şi Cercetări Matematice, Revista Minelor, Studii şi Cercetări Chimice, Buletinul Ştiinţific al Institutului Pedagogic Baia Mare, Automatica şi Electronica, Telecomunicaţii és különböző romániai, magyarországi  és nemzetközi konferenciakötetek közölték; népszerűsítő írásai a Bányavidéki Fáklya, Előre, Dolgozó Nő, Tanügyi Újság, Műszaki Szemle (Historia Scientiarum) hasábjain jelentek meg.

## További irodalom
- Szőcs Huba László: Gaál Sándor, a polihisztor, Műszaki Szemle 46 (Historia Scientiarum 6),  2009. Online hozzáférés